# Cận ngành
Trong phát sinh chủng loài học, một nhóm phân loại các sinh vật được gọi là cận ngành (paraphyly, từ tiếng Hy Lạp  παρά = gần, cận và φυλή = chủng, loài) nếu như nhóm đó chứa tổ tiên chung gần nhất và một số các hậu duệ của nó, nhưng không phải tất cả các hậu duệ.

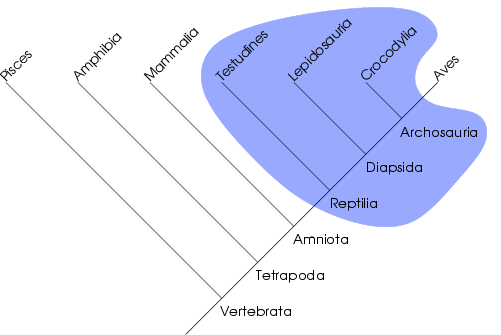
Bò sát là một nhóm cận ngành. Nhóm này có thể làm cho trở thành đơn ngành bằng cách gộp cả lớp Chim (Aves).

Trường hợp ngược lại khi nhóm chứa toàn bộ các hậu duệ của tổ tiên chung gần nhất thì nó được gọi là đơn ngành (monophyly).
Đôi khi thuật ngữ holophyly (toàn ngành) được sử dụng. Về mặt kỹ thuật thì hai thuật ngữ đơn ngành và toàn ngành là không tương đương: ban đầu một nhóm đơn ngành đơn giản chỉ là nhóm bao gồm cả tổ tiên chung gần nhất của các thành viên (tiếng Hy Lạp μόνος = một, đơn) và vì thế nó có thể là đơn ngành hay cận ngành theo nghĩa hiện nay; trong khi một nhóm toàn ngành lại bao gồm tất cả các hậu duệ từ tổ tiên chung gần nhất (tiếng Hy Lạp ὅλος = toàn bộ, tổng thể), vì thế nó giống như đơn ngành trong nghĩa hiện nay. Tuy nhiên, trong thực tế thì thuật ngữ đơn ngành ban đầu đã đánh mất nghĩa nguyên thủy của nó và đã thay thế cho toàn ngành mà hiện nay gần như không còn được sử dụng nữa.
Về mặt kỹ thuật, trong nghĩa nguyên thủy của từ thì một nhóm cận ngành là một nhóm đơn ngành mà từ đó một hay vài nhánh bị loại ra để tạo thành một nhóm khác tách biệt (giống như trong ví dụ mô hình về bò sát và chim, được thể hiện trong hình bên). Một nhóm cận ngành có thể được định vị hoặc là bằng cách mở rộng nó để bổ sung thêm các nhánh bị bỏ sót, hoặc là bằng cách chia nó ra thành các thành phần đơn ngành nhỏ hơn.
Các định nghĩa về các khái niệm đơn ngành, cận ngành, đa ngành đã được phát triển trong các tranh luận diễn ra vào thập niên 1960 và 1970 kèm theo sự ra đời của miêu tả theo nhánh học (một nhánh là thuật ngữ dành cho nhóm đơn ngành). Trước thời kỳ này thì khác biệt giữa nhóm đơn ngành và đa ngành chỉ dựa trên sự đưa vào hay sự loại bỏ tổ tiên chung gần nhất. Tuy nhiên, nó đã cho thấy là việc đưa các tổ tiên vào các phân loại dẫn tới các mâu thuẫn lôgic không thể tránh khỏi và trong một số trường phái phân loại học thì các mô hình phát sinh loài chỉ được miêu tả trong các giới hạn của các kiểu mẫu lồng ghép về các mối quan hệ nhóm chị em giữa các đại diện đã biết của đơn vị phân loại mà không nói gì tới các quan hệ tổ tiên-hậu duệ.
Nhiều hệ thống phân loại cũ chứa các nhóm cận ngành, đặc biệt là trong các hệ thống 2–6 giới truyền thống và các đơn vị phân chia kinh điển của động vật có xương sống. Ví dụ, lớp Reptilia theo định nghĩa truyền thống là cận ngành do lớp như thế đã loại bỏ chim (lớp Aves) là các hậu duệ của bò sát. Các nhóm cận ngành thông thường được dựng lên trên cơ sở của các điểm tương tự như tổ tiên (symplesiomorphy) hay thừa hưởng từ các tổ tiên xa hơn là từ tổ tiên chung gần nhất hoặc xuất hiện ở các đại diện của nhóm đang nghiên cứu một cách độc lập thay vì các điểm tương tự xuất phát từ tổ tiên chung (synapomorphy).
Trong phần lớn các trường phái phân loại dựa trên miêu tả theo nhánh học thì sự tồn tại của các nhóm cận ngành trong phân loại được coi là một sai sót. Một vài nhóm trong các phân loại hiện tại được chấp nhận thì sau này, khi có thêm các nghiên cứu bổ sung, lại có thể là các nhóm cận ngành, trong những trường hợp như vậy thì các phân loại có thể được sửa đổi để loại bỏ chúng. Tuy nhiên, một số nhà phân loại học lại cảm thấy rằng các nhóm cận ngành là sự hy sinh có thể chấp nhận được nếu nó làm cho sự phân loại trở nên dễ hiểu hơn. Những người khác lại cho rằng các nhóm cận ngành là cần thiết cho phân loại bao hàm toàn diện để bao gồm các nhóm đã tuyệt chủng, do mỗi đơn vị phân loại như loài, chi, họ v.v đều bắt nguồn từ một phần của các đơn vị phân loại khác. Những người này cũng cho rằng các nhóm cận ngành cần phải được phép tồn tại, nhưng cần phải được đánh dấu một cách rõ ràng, chẳng hạn với dấu hoa thị, giống như Reptilia*. Thuật ngữ "cấp tiến hóa" đôi khi được sử dụng cho các nhóm như vậy.